# Васа Киланиу
Васа Киланѝу (на гръцки: Βάσα Κοιλανίου) е село в Кипър, окръг Лимасол. Според статистическата служба на Република Кипър през 2001 г. селото има 118 жители.
Намира се на 4 km южно от Омодос.